# 헤라클레스의 대역습
헤라클레스의 대역습(Ercole e la regina di Lidia)은 스페인에서 제작된 피에트로 프란치시 감독의 1959년 모험 영화이다. 스티브 리브스 등이 주연으로 출연하였다.

## 출연

### 주연
- 스티브 리브스
- 실바 코시나
- 실비아 로페즈

### 조연
- 가브리엘 안토니니
- 프리모 카르네라
- 세르지오 판토니
- 카를로 단젤로

## 제작진
- 총괄프로듀서: 페루치오 드 마르티노
- 프로듀서: 브루노 바일라티

## 같이 보기
- 삼손
- 골리앗
- 스티브 리브스